# Josef Hocke
Josef Hocke (7. března 1886 Valteřice u České Lípy – 20. června 1941 Šumperk) byl československý politik německé národnosti a meziválečný senátor Národního shromáždění ČSR za Sudetoněmeckou stranu (SdP).

## Biografie
Působil jako zámečník a instalatér v Šumperku. Od roku 1927 vlastnil instalatérskou firmu v Šumperku. Byl členem a funkcionářem místní organizace SdP. Profesí byl k roku 1935 klempířem v Šumperku.
V parlamentních volbách v roce 1935 získal senátorské křeslo v Národním shromáždění. Již v říjnu 1935 ale na funkci rezignoval a nahradit ho měl senátor Josef Heger. Ten ale mandát nepřevzal, a v senátu tak nakonec jako náhradník usedl Gustav Mayr.